# 华捷伍德
华捷伍德（英語：Walsall Wood）是英國英格蘭西米德蘭茲區域西米德蘭茲郡的一个镇。人口约12874人（2001年）。

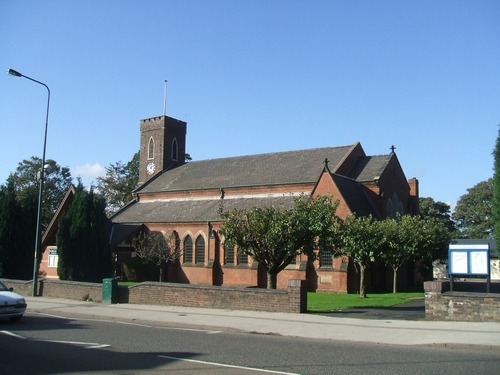
华捷伍德聖公會聖約翰烈堂